# 維阿爾峰
46°37′54.9″N 8°58′8.9″E / 46.631917°N 8.969139°E

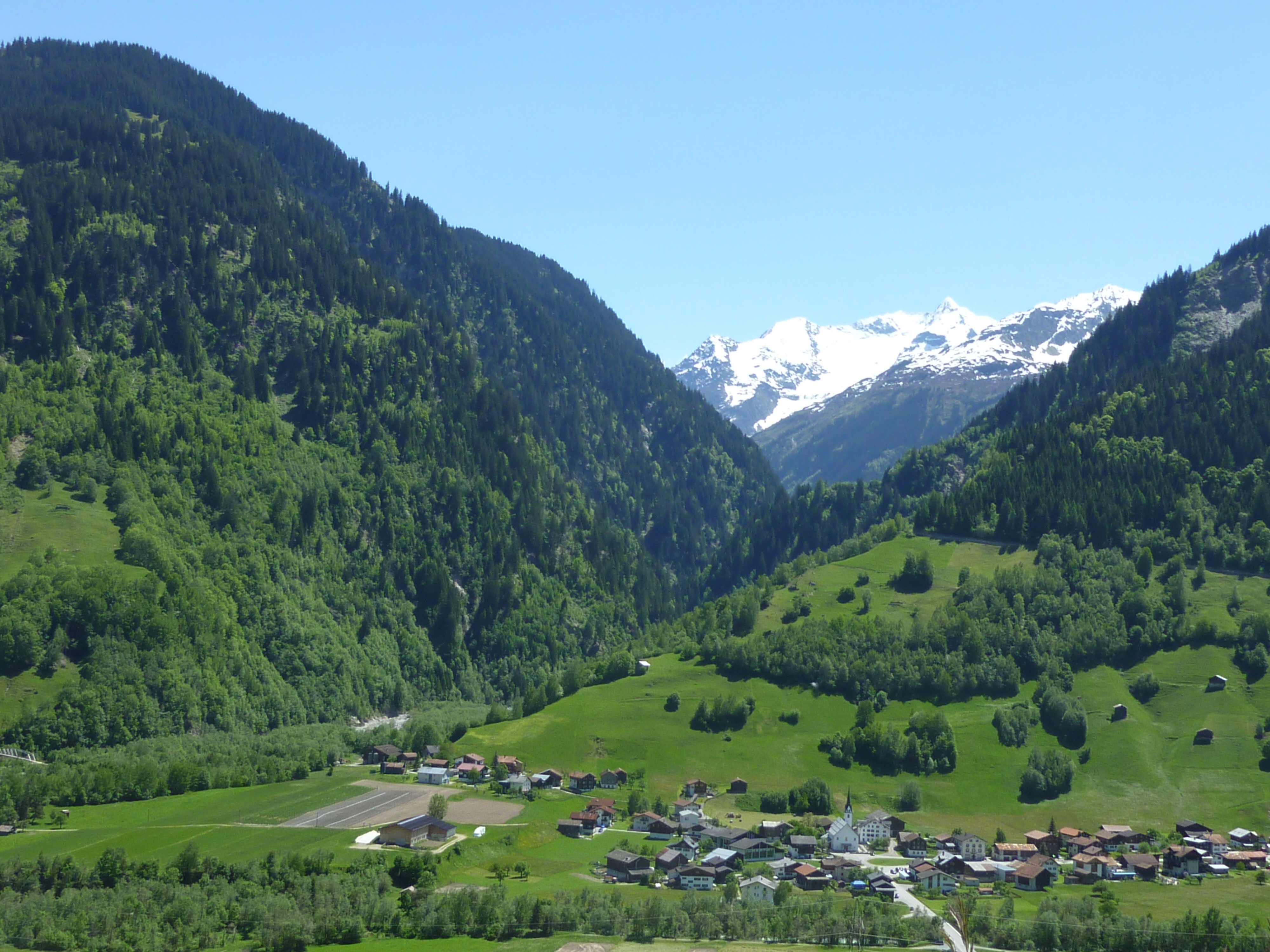

維阿爾峰（Piz Vial），是瑞士的山峰，位於該國東南部，由格勞賓登州負責管轄，屬於勒蓬廷山的一部分，海拔高度3,168米，每年平均降雨量1,929毫米。